# San Isidro Buenos Aires
San Isidro Athletic Club – argentyński klub piłkarski z siedzibą w mieście San Isidro wchodzącym w skład zespołu miejskiego Buenos Aires.

## Osiągnięcia
- Wicemistrz Argentyny (3): 1912, 1913, 1915

## Historia
Klub San Isidro założony został 24 października 1902 roku. W 1905 roku uzyskał awans do pierwszej ligi. Debiut w 1906 roku nie był olśniewający - klub zajął 4 miejsce w grupie, czyli łącznie 7-8 miejsce. W 1907 roku San Isidro spisał się bardzo dobrze i zajął 3 miejsce. Po trzech słabszych sezonach w 1911 klub ponownie był trzeci.
W 1912 roku po 6 kolejkach rozgrywki ligowe zostały przerwane z powodu rozłamu futbolu argentyńskiego na dwie federacje, które postanowiły zorganizować odrębne mistrzostwa. W anulowanych rozgrywkach San Isidro akurat zajmował w tabeli pozycję lidera. W mistrzostwach zorganizowanych przez Asociación Argentina de Football San Isidro zajął drugie miejsce, zdobywając swój pierwszy tytuł wicemistrza Argentyny. Sukces ten powtórzył w 1913 roku. W 1914 było dalekie, 8 miejsce, za to w 1915 roku, w połączonej już lidze, San Isidro zdobył swój trzeci tytuł wicemistrza. Następny sezon był niespodziewanie słaby - dopiero 13 miejsce. Potem w 1917 9 miejsce, a w 1918 4 miejsce.
W 1919, gdy po 10 kolejkach San Isidro z 8 rozegranymi meczami zajmował w tabeli 4 miejsce, doszło do kolejnego rozłamu. Klub wziął udział w rozgrywkach zorganizowanych przez Asociación Amateurs de Football, gdzie zajął odległe 13 miejsce. Następne sezony nie były lepsze - w 1920 9 miejsce, a w 1921 przedostatnie, 19 miejsce. W kolejnych trzech sezonach zespół plasował się w okolicach środka tabeli. Potem było jeszcze gorzej - w 1925 23 miejsce i w 1926 22 miejsce.
W połączonej już lidze San Isidro zajął w 1927 roku odległe 32 miejsce. Następne trzy sezony były równie słabe. W 1931 doszło do kolejnego podziału na mistrzostwa organizowane przez federację uznawaną przez FIFA oraz na ligę zawodową. San Isidro wziął udział w mistrzostwach amatorskich, które zorganizowała federacja mająca międzynarodowe uznanie. Klub jednak wycofał się z rozgrywek rozegrawszy zaledwie 4 mecze, które zostały anulowane.
San Isidro grał w pierwszej lidze przez 26 sezonów - rozegrał 573 mecze (12 anulowanych), w tym 208 zwycięstw (5 anulowanych), 122 remisów (1 anulowany) i 243 porażki (6 anulowanych) zdobywając 538 punktów (11 anulowanych). Łącznie klub zdobył w pierwszej lidze 859 bramki (15 w meczach anulowanych) i stracił 922 bramki (20 w meczach anulowanych).
Piłkarze San Isidro dwukrotnie wchodzili w skład reprezentacji Argentyny podczas mistrzostw Ameryki Południowej. W turnieju Copa América 1916 Argentyna została wicemistrzem Ameryki Południowej, a San Isidro reprezentowało 3 piłkarzy - Gerónimo Badaracco, Claudio Bincaz i Carlos Tomás Wilson. W turnieju Copa América 1919 Argentyna zajęła 3 miejsce, a San Isidro wystawił do reprezentacji tylko jednego gracza, którym był J. G. Shilley.